# Alzina
|  | Per a altres significats, vegeu «L'Alzina». |

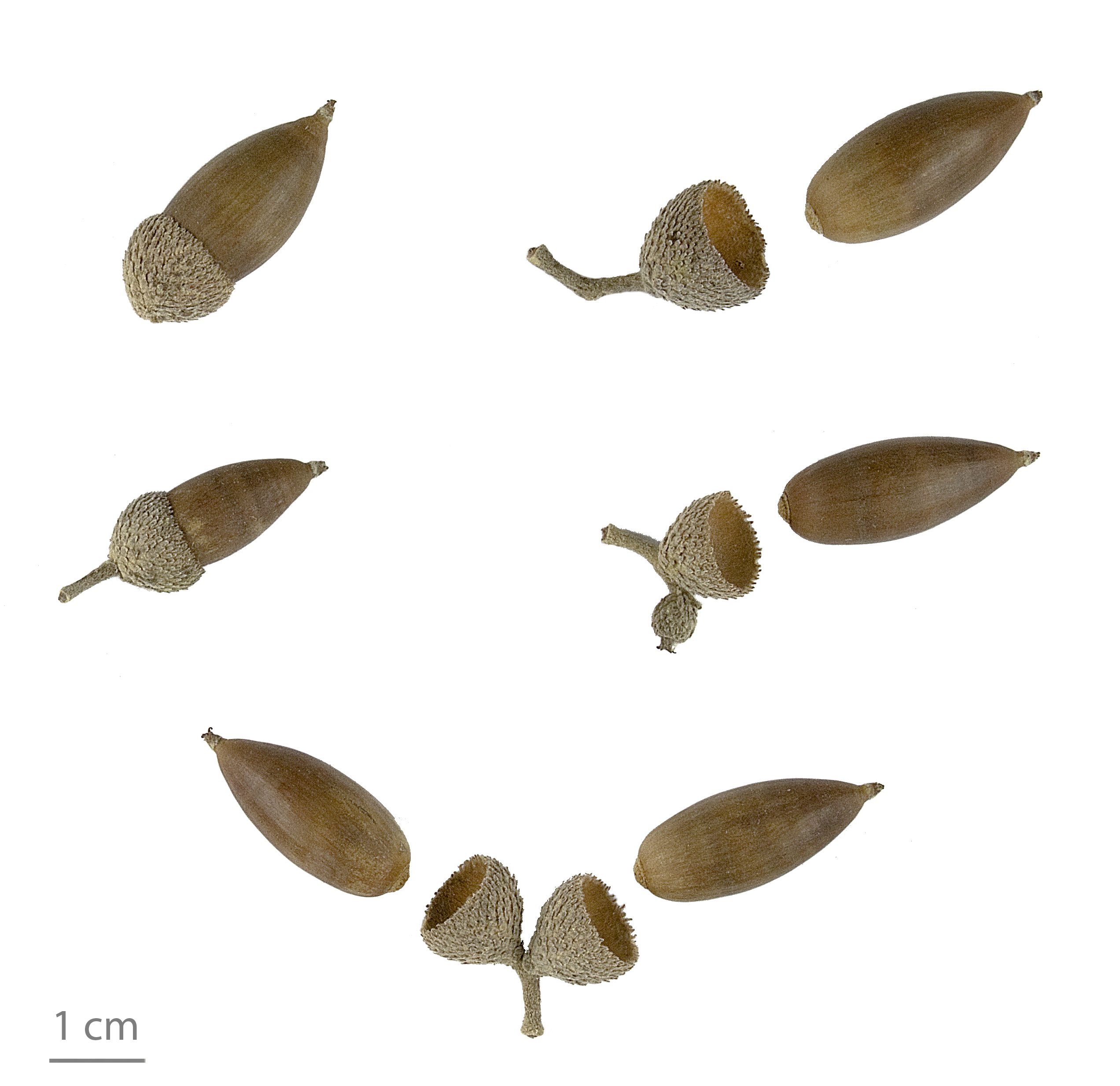
Quercus ilex

L'alzina (Quercus ilex L. o Quercus ilex ssp. ilex L.), també coneguda com a aglaner, aglanera, glaner, aulina i bellotera, és un arbre de fullatge persistent de la família de les fagàcies. Tant «alzina» com «aulina» provenen del llatí * ĭlĭcīna o * ēlĭcīna, derivat d'ilex "alzina". Aglaner "que fa glans" és derivat de gla, el fruit de l'alzina. Belloter "que fa bellotes" deriva del seu fruit, la bellota, provinent de l'àrab ballūṭa.
És un arbre de talla mitjana que pot assolir els 25 m d’alçada. En estat salvatge, és de copa ovalada al principi i després es va eixamplant fins a quedar finament amb forma arrodonida-aixafada. L’alzina és l’arbre més representatiu de la península Ibèrica.

## Morfologia

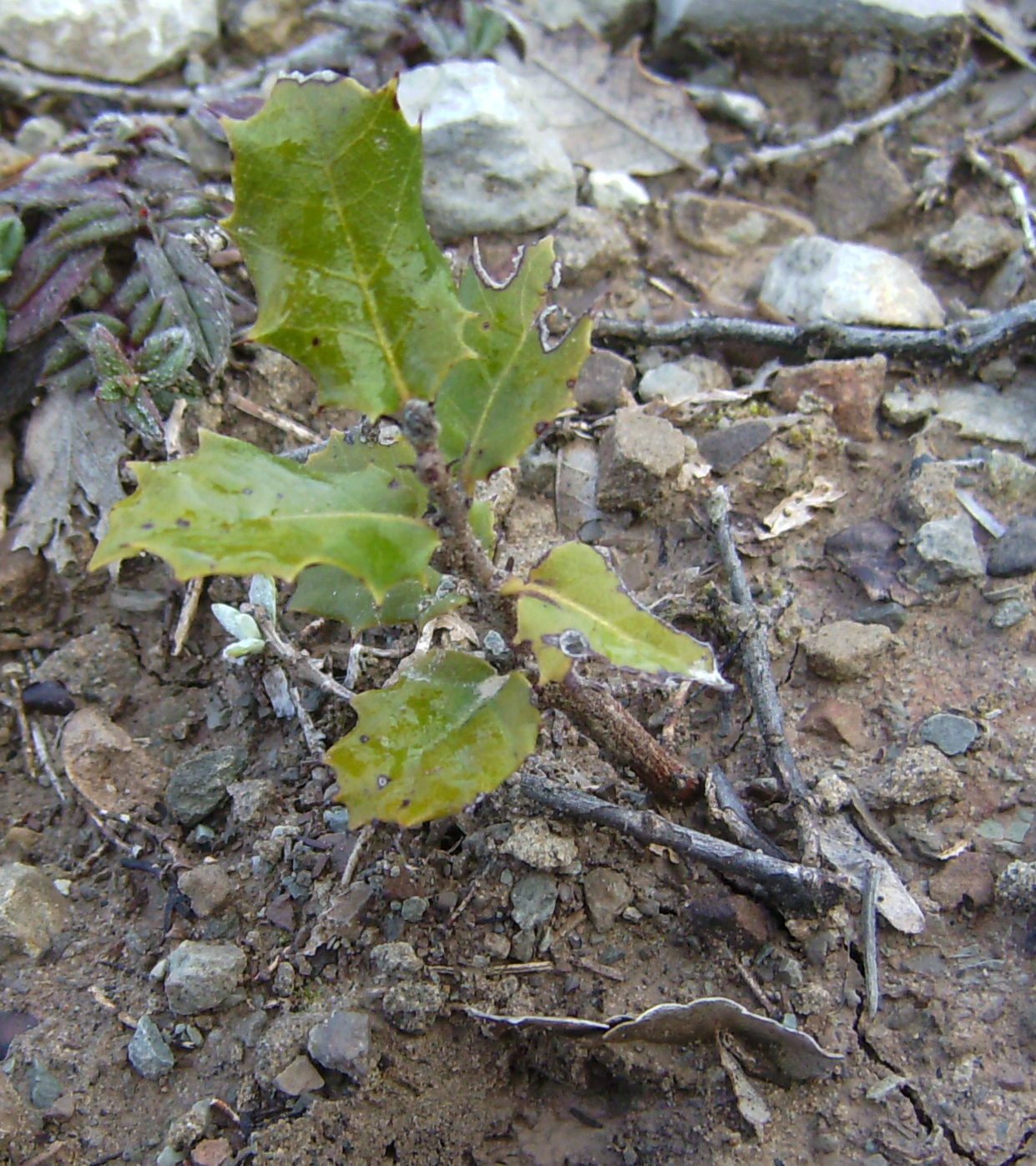
Plàntula d'alzina

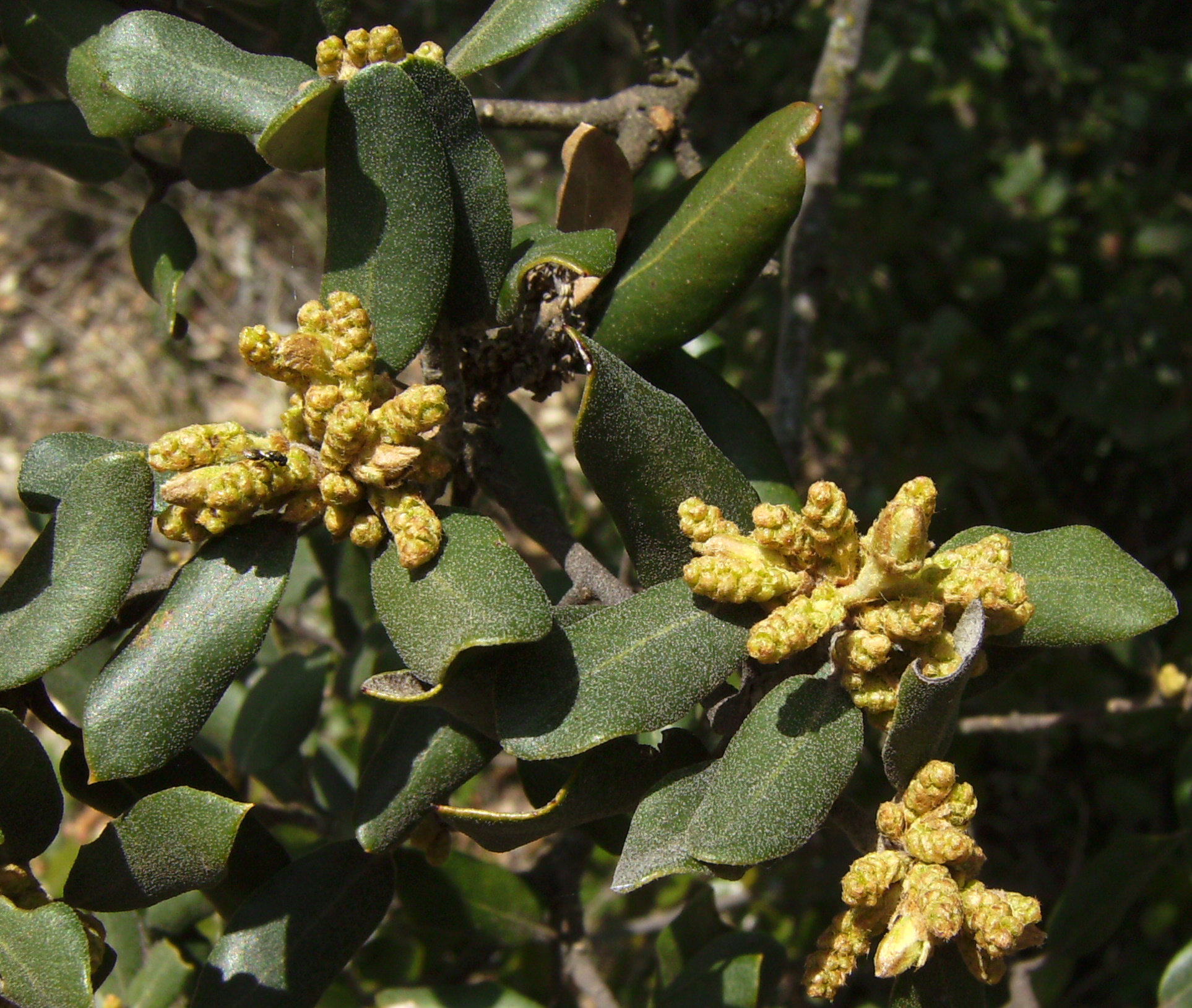
Fulles i aments que comencen a desplegar-se, d'una alzina a Castelltallat

L’alzina és un arbre de talla mitjana i baixa, que varia entre els 5 i els 20m i fins i tot pot aconseguir els 25 metres d'altura. En estat salvatge, és de copa ovalada al principi i després va eixamplant-se fins a quedar finalment amb forma arrodonida-aixafada; encara que la seva copa sol ser podada amb l'objectiu de millorar la producció de fruit mitjançant la poda, obtenint així una forma semiesfèrica. De jove sol formar mates arbustives que es podrien confondre amb el garric (Quercus coccifera) i, a vegades, es queda en aquest estat d'arbust per les condicions climàtiques o edàfiques del lloc.
Quan es talla o es crema rebrota amb diversos tanys però no es fa mai tan alta com l'arbre d'un sol tronc original. En cas d'incendi ja comença a rebrotar d'arrel en poc temps abans que torni a ploure, gràcies a l'estructura de les seves arrels anomenada lignotúber.
L’alzina es un arbre de port variable, copa densa i tronc gruixut i fosc. Les fulles són persistents, alternes, de feix verd fosc i revers cobert d’un dens toment blanquinós, d’aspecte vellutat. Les flors neixen a la primavera agrupades en ramells penjants (aments) de color groc-ocre, i els seus fruits (glans) poden ser dolços o amargs.
El Quercus ilex L. Subesp. Ilex, arriba fins a 25m i la copa és més allargada i menys densa. Les fulles són en general lanceolades o el·líptiques, de 3 a 7cm de llarg. El marge sol ser dentat o sencer i rarament punxoses.
Es tracta d'una planta de sexualitat monoica, les flors masculines estan agrupades en llargs aments que deixen anar el pol·len al vent i les femenines són solitàries i d'elles es desenvolupen els fruits. Floreix a la primavera durant abril o maig.
El seu fruit com el d'altres plantes del gènere Quercus es diu: aglà, gla o bellota i és amargant, les escames de la cúpula (o "barret") les té totes més o menys iguals, curtes i aplicades. El gla és de forma variable, normalment és oblonga-cilíndrica, punxeguda, de 2-3 cm de longitud i d’1-1,5 cm d’amplada, més o menys estirada, una mica vellosa a la punta, de color castany fosc a la maduresa, coberta en una mica menys de la meitat de la seva longitud per una cúpula hemisfèrica, grisenca, tomentosa, amb escates planes i molt imbricades.
Aquest arbre té fulles simples, alternes, de textura gruixuda però flexible de forma variable fins i tot sobre el mateix arbre, generalment d’ablongoovades a lanceolades, de vegades ovado-arrodaonides, amb la base arrodonida o atenuada, el marge sencer o diversament dentat, serrat o espinós, i l’àpex agut o obtús; són de color verd pàl·lid i estan cobertes de pèls blancs a les dues cares quan són joves, i de color verd fosc glabrescents pel feix, i amb toment dens i grisenc pel revers quan són adulres; nervadura més prominent pel revers, amb 7-14 parells de nervis secundaris.
Les fulles són perennes i romanen en l'arbre entre dos i quatre anys, amb una mitjana de 2,7 anys. Coriàcies i de color verd fosc pel feix, i més clar pel revés, estan proveïdes de fortes espines en el seu contorn quan la planta és jove i en les branques més baixes quan és adulta, mancant d'elles les fulles de les branques altes. Per això de vegades recorda, quan és arbust, al grèvol. El nom científic d'aquest, Ilex aquifolium, deriva del nom llatí de l'alzina, Ilex. El revés de les fulles està cobert d'una esborra grisenca que es desprèn en fregar-les i per la qual es pot distingir fàcilment les alzines joves de les velles, les fulles de les quals manquen d'aquest borrissol i són d'un verd viu en el revés. Aquestes fulles, molt dures i coriàcies, eviten l'excessiva transpiració de la planta, la qual cosa li permet viure en llocs secs i amb gran exposició al sol, com la ribera mediterrània.
El seu tronc és curt, recte o una mica tortuós, amb l’escorça llisa i grisenca al principi, tornant-se pardusca i escamoso-agrietada amb el pas del temps. Les branques joves són cobertes d’un toment grisenc-blanquinós.
L'alzina és, com la resta de les espècies del gènere Quercus, una planta monoica, encara que presenta certa tendència a la dioècia (peus amb preponderància de flors masculines o femenines). Les seves flors masculines apareixen en aments, densament agrupats en les branquetes de l'any, primer erectes i finalment penjants, que prenen un color groguenc, després ataronjat i, al final, a la maduresa, marró. Es donen per tota la copa, encara que preferentment en la part inferior i en alguns exemplars amb més abundància que les femenines, per la qual cosa aquests peus són poc productors de fruits. Les flors femenines són petites; surten aïllades o en grups de dos, sobre els brots de l'any i en un peduncle molt curt, presentant en principi un color vermellós i a la maduresa un groc ataronjat. La floració es produeix entre els mesos de març a maig, quan la temperatura mitjana aconsegueix els 20 °C i 10 hores de sol diàries, després d'un període d'estrès. La dispersió del pol·len és principalment anemòfila, i en menor mesura entomòfila, durant entre 20 i 40 dies segons les condicions meteorològiques. L'al·logàmia és el tipus de reproducció més freqüent, entre diferents individus, encara que també és possible l'autopolinització amb flors masculines del mateix individu autogàmia. És freqüent que es produeixi hibridació produïda per factors com l'al·logàmia, la separació de les flors i les condicions climàtiques.
Les alzines es conreen principalment pels seus fruits, les conegudes glans. Són uns glands de color marró fosc quan maduren (abans, lògicament verds), brillants i amb una cúpula característica formada per bràctees molt atapeïdes i denses, que els recobreixen aproximadament en un terç de la seva grandària. Es distingeix també de la coscoja la cobertura de les gles, ja que en aquesta recobreix el gland fins a la meitat i l'exterior és punxant; però no en altres espècies de Quercus, les gles de les quals de vegades són molt semblants a les de l'alzina. Maduren d'octubre a novembre i alguns anys fins i tot al desembre, per la qual cosa la caiguda de la gla pot retardar-se fins a gener, encara que és poc freqüent. L'edat mínima a la qual comença a produir està condicionada per les característiques mediambientals, situant-se entre els 15 i els 20 anys de la vida de l'arbre.
Com la immensa majoria de les fanerògames, l'alzina estableix relacions simbiòtiques amb diversos fongs del sòl formant micorrizògens. Algunes espècies d'aquests fongs tals com les del gènere tuber (Tuber melanosporum, principalment), són molt apreciades en gastronomia. L'alt valor dels mateixos ha generat una indústria en la qual les alzines són inoculades i sotmeses a tractaments culturals (tubericultura) per afavorir la formació de l'ascoma, que és la coneguda tòfona.

## Distribució
El Quercus ilex està molt estès a les regions mediterrànies i balcàniques d'Europa, al nord d'Àfrica i a Turquia. Dins d’aquest rang, l’espècie és més comuna a les zones occidentals de la conca mediterrània amb un declivi de l'ocurrència que es desplaça cap a l’est. L’espècie es troba en unes poques localitats de la costa del mar Negre.
A Europa, aquesta espècie es troba des d'Espanya, cap a l’est a través d’Itàlia fins a Grècia, Malta i els estats balcànics. A Espanya, aquesta espècie la podem veure a Andalusia, Extremadura, Castella la Manxa i Madrid.
Al nord d’Àfrica, l’espècie es troba al Marroc, Algèria, Tunísia i Líbia. A Algèria trobem aquesta espècie a l’Atles Saharià. L’Atles Tellià, els boscos Kabylia i les muntanyes Tlemcen entre 350m i 1.600m d’altitud. Al Marroc, trobem aquest arbre en la majoria de les principals divisions florístiques fins als 2.900 m d’altitud, però no a les regions àrides; Sàhara marroquí i terres orientals. A Tunísia, el Quercus ilex es troba en els boscos de Kessera i Sakiet Sidi Youssef. També es troba a les muntanyes Rora, Bessouagi, Abderrahman i generalment és un element de sotabosc de les pinedes de Bargou i Kroumirie meridional. A Líbia el Quercus ilex el podem trobar a la Vall Verda.
Viu des del nivell del mar fins a 1.400 m d'altitud. Fa boscos densos, els alzinars, a les contrades mediterrànies marítimes humides o subhumides. La seva distribució als Països Catalans es circumscriu a una ampla franja costanera, des de les Corberes a la Catalunya Nord, fins a l'Alt Maestrat al País Valencià, i a les Illes Balears, tot i que pot trobar-se puntualment en altres indrets fins a Alcoi.
En els sectors de clima més continentalitzat i meridionals, és substituïda per la carrasca (Quercus rotundifolia o Quercus ilex ssp. rotundifolia), amb qui és fàcil confondre-la. Fins fa pocs anys l'alzina i la carrasca es consideraven subespècies (ssp.) de la mateixa espècie però actualment es consideren espècies separades. Tot i que sovint es veuen exemplars que s'han hibridat entre les dues espècies de manera espontània.
A Catalunya fem servir el terme alzina tant per parlar de les alzines com de les carrasques, és present a totes les comarques. A 28 passa dels 900.000 peus i a 12, dels 10 milions de peus. A Ponent gairebé tota es troba a la Noguera. És l'espècie més abundant en nombre de peus a 13 comarques: la Garrotxa, Osona, l'Alt Empordà, el Gironès, el Pla de l'Estany, la Selva,el Barcelonès, el Maresme, el Vallès Occidental, el Vallès Oriental, el Baix Camp, la Conca de Barberà i la Noguera. Les comarques amb més alzines són la Garrotxa (25.000 ha),la Noguera (21.000 ha) i el Vallès Oriental (17.000 ha). És el tercer tipus de bosc en nombre d'hectàrees a Catalunya (184.654).

## Taxonomia
Regne: Plantae
Fílum: Traqueophyta
Divisió: Magnoliophyta
Classe: Magnoliopsida
Subclasse: Hamamelidae
Ordre: Fagales
Família: Fagaceae
Gènere: Quercus
Subgènere: Quercus
Secció: Quercus
Nom científic: Quercus ilex
Tàxons infraespecífics avaluats: Quercus subsp. ilex i Quercus subsp. ballota

## Ecologia
El Quercus ilex és de sistema terrestre i el seu tipus d’hàbitat són els boscos i els matollars. Aquest arbre creix sobre una gran varietat de bio-climes mediterranis que van des de semiàrids fins a molt humits i de càlids fins a frígids a grans altituds. Aquesta gran espècie arbòria és una espècie de llarga vida, amb alguns individus que sobreviuen més enllà dels 1000 anys.
Aquesta espècie tolera l'ombra, els climes freds i els calorosos; sovint per sota dels -24 °C en períodes curts dins del Marroc i fins a 42 °C. Aquesta espècie es troba en tot tipus de substrat silici o calcari però prefereix substrats mòbils i sòls hidromòrfics. El Quercus ilex floreix d’abril a maig, fructificant d’octubre a desembre.
Pot formar estands individuals o mixtos en llocs menys òptims però amb major densitats a les zones més favorables. Les comunitats i associacions vegetals on es troba aquesta espècie són:
1) Vegetació matorral, on es desenvolupa en climes freds i semiàrids a gran altitud (nord d’Àfrica, Espanya).
2) Pre-bosc arbori on l’espècie es troba aïllada o en agrupacions i sovint s'associa a coníferes de Pinus halepensis.
3) Boscos esclerofil·les i vegetació maquis.

## L'alzinar

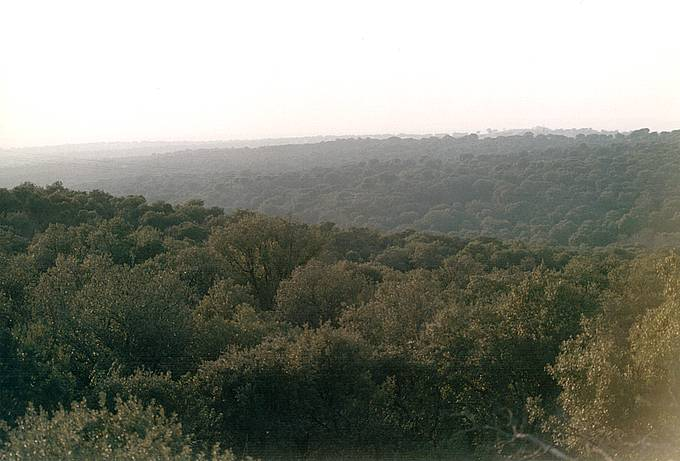
Alzinar espès

En un sentit restrictiu un alzinar (també anomenat alzineda, alzinera, auleda i aulet) és un bosc d'alzines, però aquest terme també fa referència a una realitat més complexa com és el d'una comunitat vegetal amb predominança d'arbres de poca alçària (entre 5 i 15 m) en la que l'alzina és l'espècie predominant. Els alzinars són un dels boscos més característics de paisatge mediterrani. La seva verdor persistent i l’abundància d’arbustos i lianes li dona un aspecte tropical. Les copes de les alzines formen una densa cobertura que permet un estrat de sotabosc amb clima més moderat i més humit. Per crear un ecosistema tan complet i estable calen segles.
No podem oblidar que grans extensions d’alzinars han estat destruïdes per l’home. La tala d’arbres representa a la llarga la desaparició de la vida del sotabosc i és especialment difícil recuperar aquesta vegetació.
Fora de la regió mediterrània els alzinars sobreviuen en llocs favorables, formant petites comunitats.
Hi ha diversos tipus d'alzinar, essent-ne quatre els propis dels Països Catalans: l'alzinar amb marfull, l'alzinar baleàric, l'alzinar muntanyenc i l'alzinar de carrasca.

## Cultiu i usos

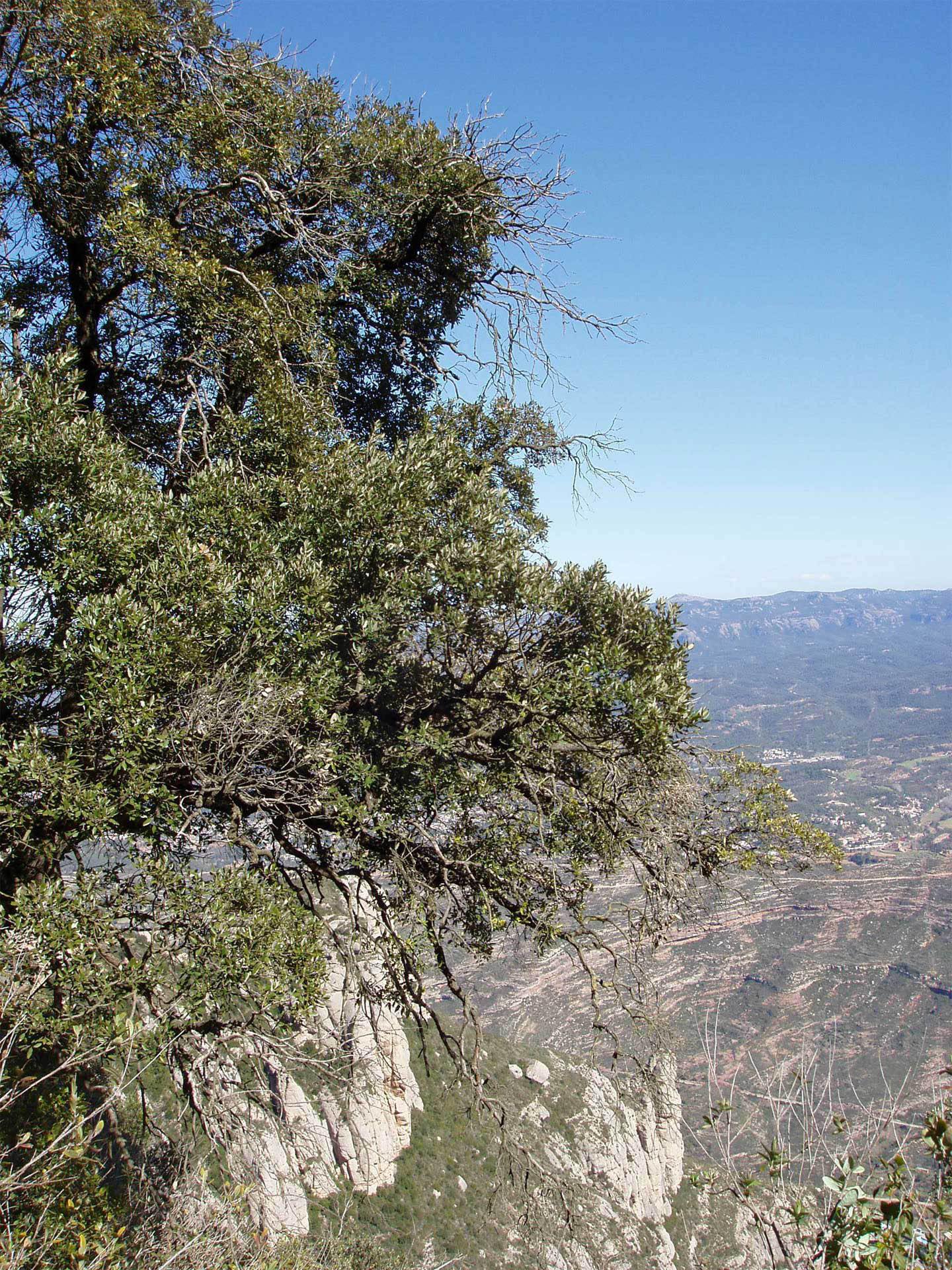
Alzina a Montserrat.

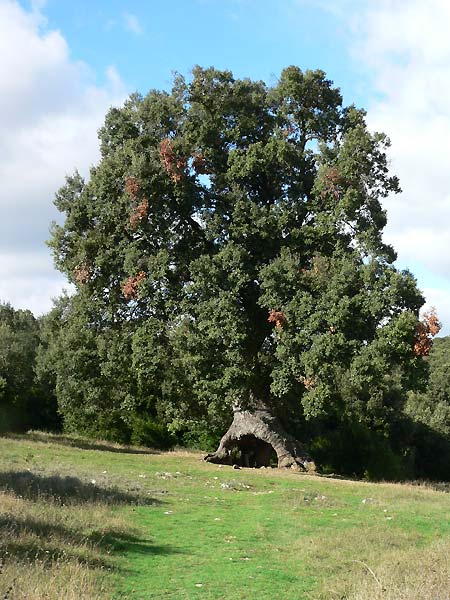
Alzina Tres Patas de Mendaza, que amb els seus prop de 1.200 anys és el segon arbre més longeu d'Espanya.

L’alzina és un arbre força indiferent pel que fa al tipus de sòls i creix des del nivell del mar fins als 1.300-1.400 m, si bé excepcionalment arriba als 2.000m. Li agrada l’exposició totalment assolellada o amb una mica d’ombra, i és molt resistent a la sequera, a la calor i al fred. Suporta malament el trasplantament a les primeres fases de la seva vida, però en canvi tolera estupendament les podes, ja que en estat silvestre rebrota l’arrel després d’incendis, tales, etc. Aquest arbre proporciona una bona ombra i és un arbre molt longeu, podent viure més de 500 anys. La subespècie ilex apareix en zones de clima més humit, temperat i costaner, sense penetrar gaire a l’interior, i prefereix els terres calcaris.
Aquesta espècie es pot utilitzar per a la fusta, però aquesta és de baix valor perquè només es poden fer eines petites que parteixen un ús intensiu, per exemple eines de fusteria, nanses, dents d’engranatges etc. Encara que sempre ha estat emprada en fusteria (eines agrícoles, rodes de carro, etc.). També s'utilitza la fusta d'alzina en els bastons que utilitzen els balladors de bastons, és la química (destil·lació). De l'escorça hom extreu tanins, d'interès en adoberia. Sovint, l'home cultiva l'alzina com a arbre ornamental.
La seva fusta és densa, dura, compacta i de molt bona qualitat, sent un excel·lent combustible i carbó vegetal. Tradicionalment s'ha fet servir la seva fusta com a combustible, sent un dels recursos més importants pel carboneig a Catalunya.
L’escorça del Quercus ilex s'utilitza per a l’extracció de tanins que s'empra per a la cura hemostàtica i cicatritzant de lesions i ferides. La pols de l’escorça també s'utilitza per via oral com a agent antidiarreic i en el tractament de malalties de l’estómac i el còlon. I per la seva resistència als cops i a la putrefacció s'usa per elaborar els batalls dels esquelles o peces que estaran sotmeses a la humitat.
D'especial interès és l'anomenada alzina surera (Quercus suber L.), també anomenada surera o suro, que és un arbre perennifoli de la família de les fagàcies d'aspecte molt semblant a l'alzina, de mida mitjana, i originari de la Mediterrània occidental, però que no és una subespècie de les alzines.

## Amenaces
Una de les principals amenaces per al Quercus ilex i els seus boscos són els incendis i els canvis antropogènics d’ús del sòl que han portat a la neteja dels boscos. Històricament aquesta espècies també s'ha vist afectada negativament per l’explotació de la fusta i pel pasturatge del bestiar. L’espècie és molt recol·lectada per a usos domèstics o per comerciar. En conseqüència, grans àrees de boscos han estat substituïdes per l'agricultura i l’assentament humà. En alguns casos, això ha comportat l’eliminació total d’algunes subpoblacions. L’espècie està en risc de declivi poblacional a causa del canvi climàtic, que està augmentant l’aparició de sequera en el rang d’espècies. Això pot provocar que l’espècie sigui sostrada per espècies més tolerants a la sequera. Paral·lelament al canvi climàtic, altres factors humans, com l’augment del sòl i la contaminació de l’aire, també són una amenaça per a l’espècie. Les poblacions també es veuen afectades negativament pels patògens fúngics. Les malalties i les plagues es consideren una amenaça menor.

## Plagues i malalties
Cada any brollen i desapareixen milions de peus d’alzina. La primera de les causes de mortaldat dels peus d’alzina és la coneguda com a “seca de l’alzina” una síndrome multifactorial caracteritzada per: fulles que esgrogueixen i cauen sobtadament; mort dels renous; reacció amb l’emissió de nombrosos brots adventicis o xucladors; i finalment produeix la necrosi de l’arrel i la mort. S'impliquen en aquesta greu i complexa patologia. algunes espècies de fongs: Phytophthora cinnamomi, que causa el podriment de les arrels, Hypoxylum mediterraneum, Diplodia, a més de males pràctiques de maneig (podes mal practicades, sense profilaxi adequada o en èpoques de l’any inadequades). Entre les plagues que afecten l’alzina, el seu pitjor enemic és la papallona Tortix viridana, que destrueix els brots nous i ha estat confirmada la seva presència a gairebé tots els alzinars de la Península Ibèrica. A més, pot patir atacs de l’acció foradadora de les larves dels escarabats longicorns pertanyents a la família Cerambicidae. Una de les espècies més destacades que representen aquesta família, el “banyarriquer del roure” es troba protegit.

## Reforestació
L'alzina creix summament a poc a poc. Quan se sembren glans, germinen fàcilment als pocs mesos, però la jove alzina trigarà, normalment, diversos anys, fins i tot dècades, a aconseguir 1 metre d'altura. En exposicions ombrívoles el creixement és més ràpid, podent arribar fins als 10 cm anuals.
Se sol preferir la sembra de glans directament en el terreny al trasplantament, ja que no és una espècie que respongui bé als canvis de substrat. Els trasplantaments tenen un percentatge de baixes bastant alt, mentre que les glans que germinen amb èxit donen lloc a alzines pràcticament indestructibles. En fer el càlcul de glans a sembrar, cal tenir en compte que nombroses espècies animals s'alimenten d'elles i poden reduir considerablement les nostres xifres.
Si optem per la sembra, les glans s'han de plantar en la mateixa estació que són collides, ja que en emmagatzemar-les durant llarg temps, la viabilitat es redueix.
Una altra via és la regeneració natural. El gaig és un còrvid que dispersa glans a distàncies de fins a 2 km. Moltes d'aquestes glans són posteriorment consumides, però una bona quantitat pot arribar a germinar i créixer. Per afavorir l'acció dels gaigs és important l'existència de pinedes o altres boscos per a la seva nidificació, així com l'existència de fites visuals (arbres, roques...) que l'au utilitzarà com a guia per amagar les glans. Òbviament, per a això també ha d'haver-hi alzines adultes properes actuant com a font de glans.

## Història
Quercus era el nom romà dels roures en general i de la seva fusta, i per extensió de tots els arbres que produeixen gla. L’origen del vocable és cèltic i significa “arbre bonic”. L’espítet il·lelx era el nom que li donaven també els romans a l’alzina.
L'alzina és considerat arbre sagrat, com a símbol de força, solidesa i longevitat, en diferents àmbits religiosos de l'antiguitat, consagrada al déu Zeus a Dodona, a Júpiter a Roma o a Perun, de la mitologia eslava. Segons diverses tradicions, la clava d'Hèrcules era de fusta d'alzina, el mateix que la creu on es va crucificar a Jesucrist. Abraham rep les revelacions de Jehovà a prop d'una alzina.

## Informació complementària
Moltes finques i granges es protegeixen del vent marí amb extenses plantacions d’alzines. Pocs arbres poden competir amb l’alzina en aquesta funció, ja que absorbeix la sal transportada pel vent, sense que la faci malbé. A més, pot créixer en sòls poc profunds sobre pedra calcària, encara que estiguin molt exposats.
Les formes arbustives que es manifesten durant el seu creixement són molt útils, encara que les alzines amb cent cinquanta anys corren el perill que algun cop de vent trenqui les tiges. Són molt freqüents els arbres amb una sola copa i ramificacions a poca alçada, però es poden trobar alguns exemplars amb troncs llargs de 30m d’alçada.
Els arbres amb la tija llarga i sense ramificacions. Alguns probablement tenen més de tres-cents anys. La fusta és dura i extremadament pesant. Compte amb tants raigs medul·lars que en un tall perpendicular del tronc aquells tapen gairebé totalment els anells. A Espanya la fusta d’alzina és la preferida per adobar cuirs.

## Galeria d'imatges

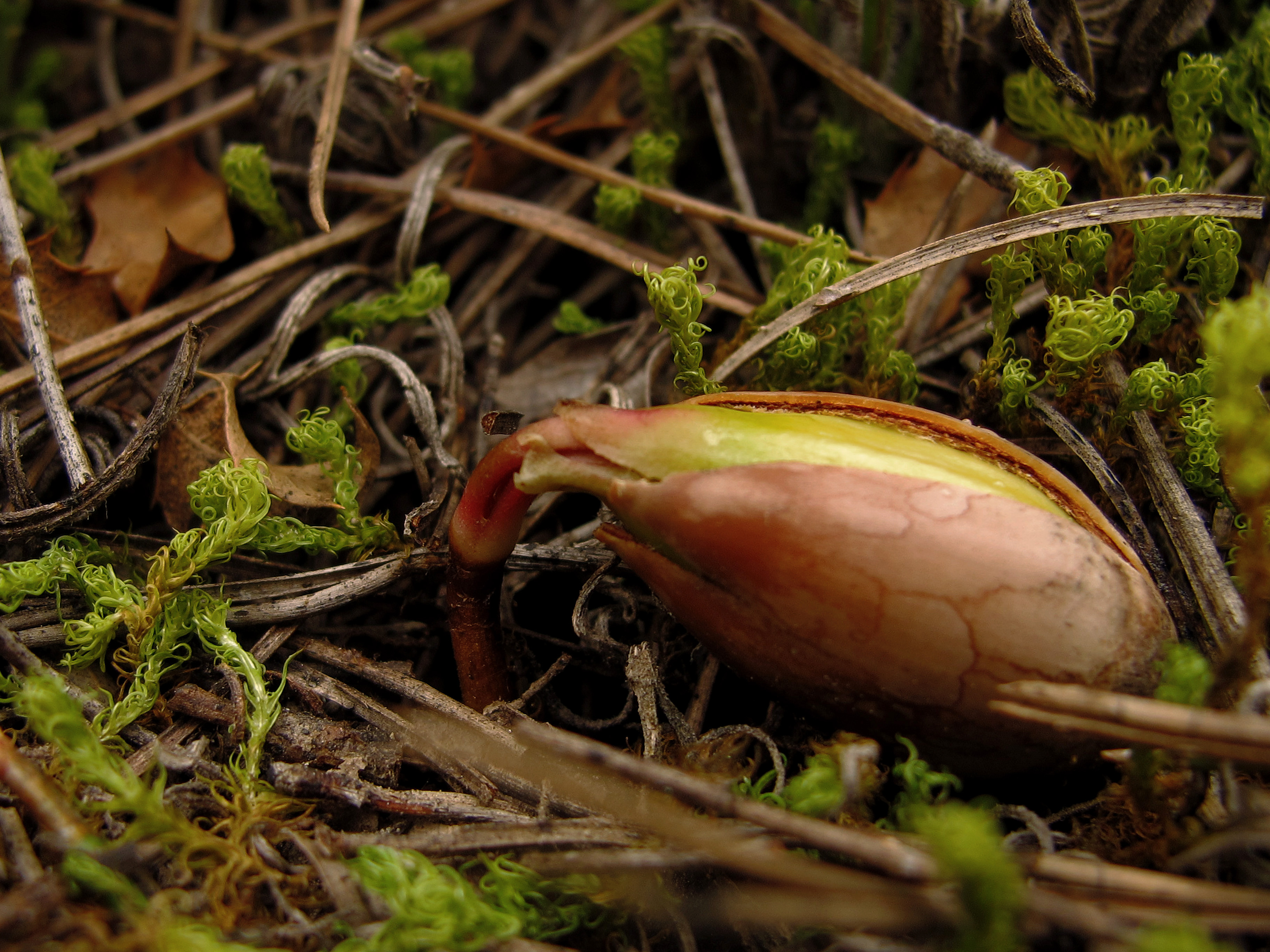
Gla germinant
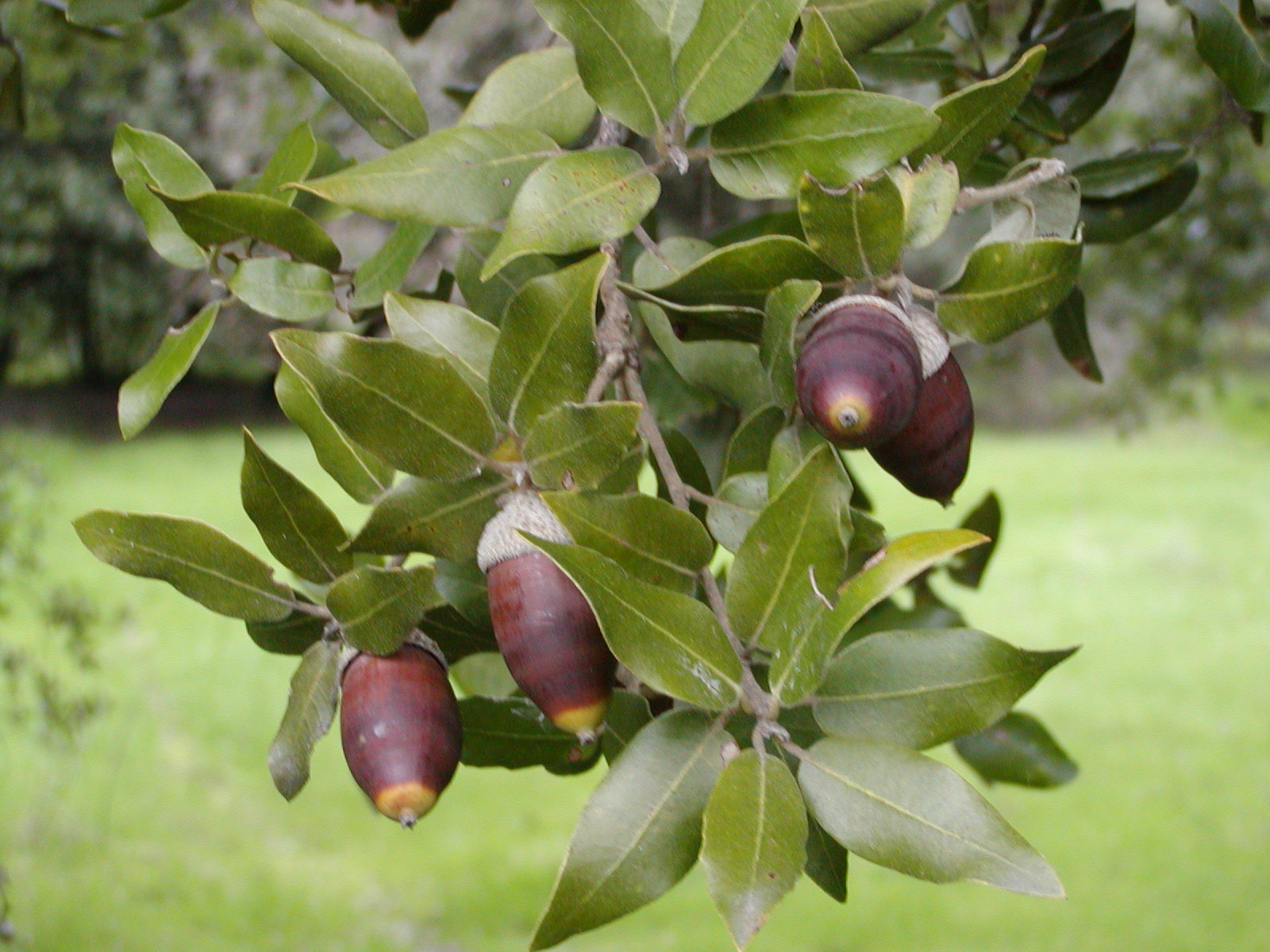
Fulles i glans d'alzina
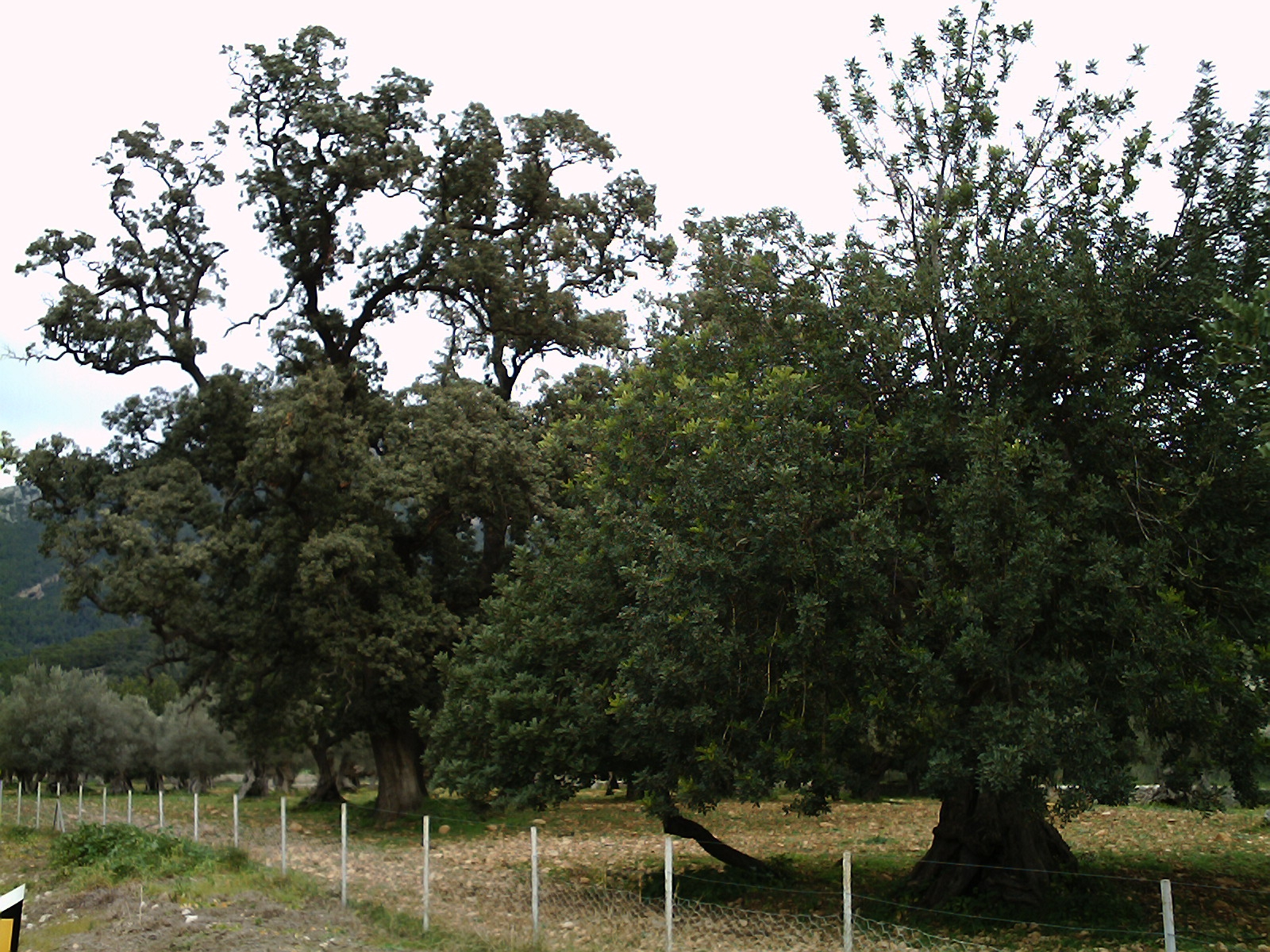
Dues alzines, molt juntes, semblen un sol arbre, i un garrover